# Steef van Gorkum
Steef van Gorkum (Rotterdam, 1990) is een Nederlands schrijver en journalist. 

## Schrijverscarrière
In 2010 was Van Gorkum een van de eerste deelnemers aan het schrijversplatform ABC Yourself onder begeleiding van Edward van de Vendel. Bij ABC Yourself ontdekte Steef zijn passie en talent voor het schrijven van fictie. Naar aanleiding van zijn deelname werd hij door uitgeverij Lemniscaat benaderd om een roman te schrijven; dit resulteerde uiteindelijk in “De twee jaar nadat”. Dit boek schreef Van Gorkum naar aanleiding van het overlijden van zijn vader, ds. Rob van Gorkum. “De twee jaar nadat” ontving lovende recensies in o.a. het NRC Handelsblad en het Nederlands Dagblad.
In 2021 verscheen zijn nieuwste roman “Precies zoals hij was” bij Uitgeverij De Geus. Belangrijke thema’s in het boek zijn vriendschap, rouw en verantwoordelijkheid. Ook geloof speelt een belangrijke rol.

## Journalistieke carrière
Steef van Gorkum werkte als freelance-verslaggever voor verschillende media, met name in de sport- en cultuursector. Ook schreef hij over religie en identiteit voor o.a. online magazine Lazarus. Tussen 2011 en 2015 was Van Gorkum werkzaam als verslaggever bij het Eurovisiesongfestival, en in die periode dagelijks te horen bij o.a. 3FM GIEL! en de Coen en Sander Show. Sinds 2015 werkt hij als eindredacteur bij de Australische website ESCDaily.com.